# Werner Scholl
Werner Scholl (né le 13 novembre 1922 et déclaré disparu au combat en juin 1944) est un soldat allemand et le frère de Hans et Sophie Scholl. Hans et Sophie sont connus pour leur résistance au nazisme dans le réseau la Rose blanche.

## Biographie

### Enfance
Werner Scholl est né le 13 novembre 1922. Ses parents sont Robert et Magdalena Scholl. Il est le cinquième enfant d'une famille de six enfants (dont l'un mourra en bas âge) : Inge Scholl (1917-1998), Hans Scholl (1918-1943), Elisabeth Scholl (1920-2020), Sophie Scholl (1921-1943), Werner Scholl, et Thilde Scholl (1925-1926).
Comme ses frères et sœurs, Werner rejoint les Jeunesses hitlériennes dès l'arrivée au pouvoir d'Hitler. En 1936, Werner, Sophie et leur sœur Inge sont arrêtés par la Gestapo. Après quelques semaines de détention, Werner est libéré mais l'emprisonnement l'a profondément marqué. Au cours de l'été 1939, Werner devient le premier membre de la famille Scholl à résister ouvertement au régime nazi en démissionnant des Jeunesses hitlériennes ; une décision qui l'empêche de passer l'Abitur.

### Service durant la guerre
Werner Scholl a été incorporé dans le Service de travail du Reich en 1941, immédiatement après avoir obtenu son diplôme de fin d'études secondaires. Il a ensuite été incorporé à la Wehrmacht, où il a servi en tant que médecin militaire. En 1942, Werner est envoyé sur le front russe où, par hasard, il est près de son frère, Hans. Tous deux se voient assez souvent.

### Procès de la Rose blanche
En février 1943, Werner reçoit une permission pour rentrer chez lui à Ulm. À son retour, il apprend que Sophie et Hans ont été arrêtés par la Gestapo. Avec ses parents, Werner se rend à Munich pour le procès, le 22 février, et fait irruption dans la salle d'audience au moment où Roland Freisler s'apprête à rendre son verdict. Après une brève altercation, ses parents sont expulsés de la salle. Comme Werner portait un uniforme militaire, il a pu se fondre dans la foule et être présent lorsque le juge a prononcé le verdict de culpabilité. Lorsque les personnes présentes dans la salle d'audience se sont levées pour partir, Werner a pu voir Hans et Sophie une dernière fois et leur prendre la main. Hans lui a dit : « Reste fort. Ne fais aucune concession ! » Plus tard dans la journée, ses parents ont pu revoir Hans et Sophie mais pas Werner.
Après avoir aidé Traute Lafrenz à débarrasser le logement de Sophie et Hans des preuves compromettantes, Werner et ses parents quittent Munich, désespérés mais espérant pouvoir demander la clémence. Ils ignorent que Sophie et Hans ont déjà été exécutés à 17 heures. Quelques jours plus tard, lorsque Fritz Hartnagel vient à Munich après avoir appris l'arrestation de Sophie, c'est Werner qui lui annonce que Sophie a déjà été exécutée.
Peu après, toute la famille Scholl est arrêtée, à l'exception de Werner qui est reparti sur le front russe après l'exécution de Hans et Sophie. Ils sont arrêtés en raison du Sippenhaft, l'hypothèse d'une culpabilité familiale partagée. Le Sippenhaft était un moyen de dissuasion majeur pour quiconque envisageait de résister au régime nazi ; s'ils étaient capturés, non seulement ils souffriraient, mais leur famille aussi.

### Disparition
En juin 1944, la famille Scholl apprend que Werner est porté disparu au combat. Son corps n'ayant jamais été retrouvé, on suppose qu'il est mort sur le front soviétique. Il avait 21 ans.